# 王修
王修（2世紀—3世紀），字叔治，又作為王脩。北海郡營陵人，先後侍奉孔融、袁譚、曹操。

## 生平

### 幫助孔融
王修二十歲時游學南陽，在張奉暫住。張奉全家得疾病，無人照料，為王修親自照顧至病愈。初平年間（190年-193年），孔融召為主簿，高密縣縣令。在任期間，領導市民打擊當地豪強孫氏，令豪強懾服。舉孝廉，因道路阻隔不能就任。屢屢救援賊人所攻的孔融。後因膠東賊人聚多令王修為膠東縣令，當地豪強公沙盧拒受調動，為王修命人衝進其家門斬殺。

### 救助袁譚
袁譚出任青州期間封王修為治中從事，曾經被別駕劉獻詆毀，後來劉獻坐法死刑，而王修不顧嫌隙下令劉獻免於死刑。後再被袁紹封為即墨縣令，後再為袁譚別駕。建安八年（203年），袁譚攻袁尚，袁譚戰敗後退回南皮。王修率兵來救，勸導兄弟應和睦，為袁譚拒絕。建安十年（204年），王修運糧於樂安，袁譚為曹操所攻，王修來救已遲，王修在袁譚死時，曹操掛袁譚首級，並下令「敢為袁譚哭的人與其妻子一同殺之。」，王修反而為其悲悼，感動三軍，並被曹操賞識為「義士」，同時乞求收葬袁譚屍首，曹操答允，繼續命其運糧於樂安。袁譚部下管統拒絕投降，曹操命王修斬管統，王修以管統為亡國忠臣，為其鬆縛。曹操赦免管統。

### 曹魏官員
建安十年（205年），曹操破南皮，見王修家中財富不多，書籍卻不少，封王修為司空掾，行司金中郎將，遷魏郡太守。在任期間抑強扶弱，賞罰分明，為百姓所喜愛。建安十八年（213年），王修被封為大司農郎中令。曹操欲行肉刑，王修認為時機未到。嚴才叛變，王修一馬當先前往救援。後病死。

## 家庭
- 王忠，王修之子。官至東萊太守、散騎常侍。
- 王儀，字朱表，王修之子。司馬昭任其為司馬，東關之戰戰敗後為司馬昭發洩殺害，據說有勸告司馬昭[1]。
  - 王裒，字偉元，王儀之子，王修之孫。其父被殺後拒絕出仕，因此聲名大噪。二十四孝人物之一。

## 評價
- 《三國志》作者陳壽評曰：「田疇抗節，王脩忠貞，足以矯俗。」
- 曹操：「君澡身浴德，流聲本州，忠能成績，為世美談，名實相副，過人甚遠。」

## 引用
1. ↑  《太平御覽·職官部四十六·府司馬》引《魏略》：諸葛誕伐吳，戰于東關，上欲速進軍，司馬王儀諫曰︰「吳賊必有伏，宜持重，不可進。」上不聽，果爲吳人所覆。儀曰︰「今日之敗，誰當其咎？」上曰︰「司馬欲委罪孤耶！」遂法儀。

## 延伸阅读
[在维基数据编辑]
 《三國志·卷11》，出自陳壽《三國志》